# Kammaguttahalli, Chik Ballapur
Kammaguttahalli là một làng thuộc tehsil Chik Ballapur, huyện Kolar, bang Karnataka, Ấn Độ.